# Jeannot Reiter
Pour les articles homonymes, voir Reiter.
Jeannot Reiter, dit Benny Reiter, né le 14 octobre 1958 à Luxembourg, est un footballeur international luxembourgeois, devenu entraîneur à l'issue de sa carrière, qui évoluait au poste d'attaquant.

## Biographie

### Carrière de joueur
Benny Reiter commence sa carrière en club au Luxembourg, à l'Etzella Ettelbruck, où il reste quatre saisons. Il signe ensuite une saison en Allemagne, au sein du FC Sarrebruck en Oberliga.
Il pose alors son sac en France au sein de l'équipe du FC Chalon, qui évolue en Division 3. Il joue 41 matchs, pour 19 buts marqués, en deux saisons. Il rejoint l'EA Guingamp qui évolue en Division 2. Il va marquer 10 buts en 32 matchs joués durant la saison 1984-1985. 
Il quitte tout de même Guingamp pour rejoindre une nouvelle fois la deuxième division en signant avec le FC Montceau Bourgogne pour une saison. Il va marquer 11 buts en 25 matchs joués durant la saison 1985-1986.
Il retourne au Luxembourg, au Spora Luxembourg dès la saison 1986-1987. Il y remporte une fois le championnat. Avec ce club, il dispute deux matchs en Ligue des champions contre le Real Madrid en 1989. Il met un terme à sa carrière en 1991.

### Carrière internationale
Benny Reiter compte 49 sélections et 5 buts avec l'équipe du Luxembourg entre 1977 et 1989,. 
Il est convoqué pour la première fois en équipe du Luxembourg par le sélectionneur national Gilbert Legrand, pour un match amical contre la Suisse le 21 septembre 1977. Lors de ce match, Benny Reiter entre à la 77e minute de la rencontre, à la place de Marcel Di Domenico. Le match se solde par une défaite 1-0 des Luxembourgeois. 
Le 22 mars 1978, il inscrit son premier but en sélection contre la Pologne, lors d'un match amical. Le match se solde par une défaite 3-1 des Luxembourgeois. 
Il reçoit sa dernière sélection le 15 novembre 1989 contre la Suisse, dans le cadre des éliminatoires du mondial 1990. Le match se solde par une défaite 2-1 des Luxembourgeois.

## Palmarès
- Avec le Spora Luxembourg
  - Champion du Luxembourg en 1989

## Sources
- Marc Barreaud, Dictionnaire des footballeurs étrangers du championnat professionnel français (1932-1997), L'Harmattan, 1997.